# Santuario de Gresolet
El santuario de Gresolet se encuentra situado en las faldas del Pedraforca en el término municipal de Saldes. Para acceder a ella hay que desviarse de la carretera B-400 justo antes del puente de Saldes.
El santuario está formado por la iglesia y la casa, se encuentra a 1300 metros de altura en el valle del torrente de Gresolet (que al confluir con la Riera Salada forma el río de Saldes).
Consta que en 1258 había en el lugar una comunidad  que se extinguió en el siglo XIV. En 1337 Pedro I Galceran de Pinós reedificó la iglesia y la casa, que fue asolada por los terremotos del siglo XV (consta como totalmente en ruinas  en 1499).
1709 constaba de nave central y dos capillas laterales. En 1660 fue creada una cofradía y hermandad de sacerdotes. El santuario quedó al cuidado de unos ermitaños hasta 1959 y la imagen de la Virgen fue trasladada a Saldes.
El día 8 de septiembre se celebra un gran encuentro en el que baja todo el ganado que ha estado pastando en la montaña durante el verano y se hace una gran fiesta.